# Корпспейнт

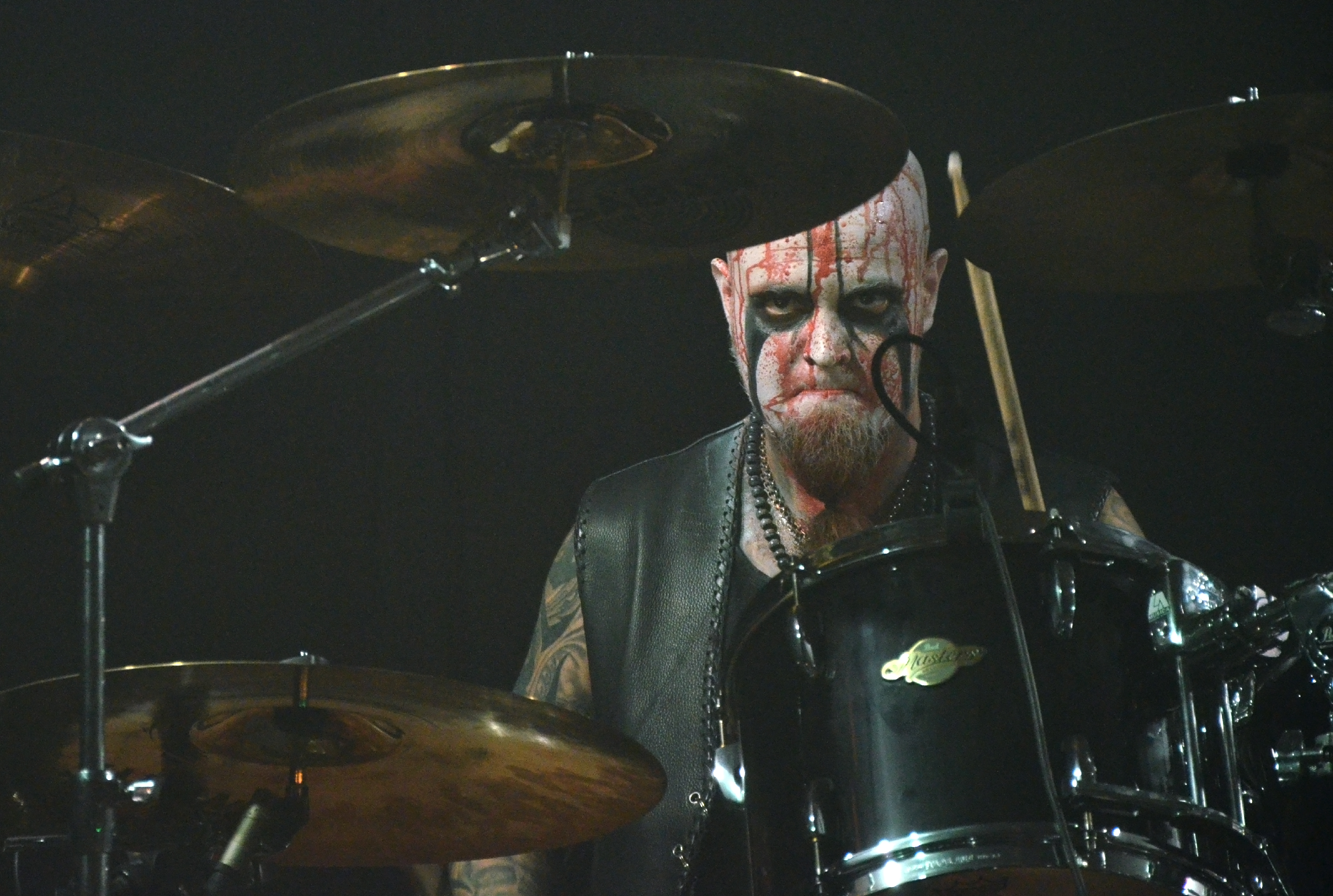
VnoM з Archgoat

Корпспейнт (англ. Corpse paint, corpsepaint) — характерний грим, який використовується виконавцями блек-металу на концертах або виступах.

## Загальний опис
Спочатку використовувався такими виконавцями і групами, як «Alice Cooper» та «Kiss» та іншими рок-музикантами.
У 80-х роках Celtic Frost, Sodom та ін. також використовували розмальовку, наводячи чорним кольором очі, аби викликати асоціації з трупами. Що не дивно, оскільки темами для текстів багатьох треш-метал у той час було поклоніння смерті, елементи сатанізму (заснованого на богохульстві) тощо.
Окремо розглядають Кіма Петерсена (King Diamond, Mercyful Fate), чия розмальовка дуже відрізнялася як від старих глем-рок груп так і від трешерів і сучасних блек-метал груп. Сам Петерсен виконував прогресивний хеві-метал, але з явним ухилом в сатанізм в текстах. Корпспейнт в його сучасному блек-метал розумінні, почав використовувати Пер Інгве Олін (Дед, англ. Per «Dead» Ohlin), нині покійний вокаліст Mayhem та Morbid, під впливом аналогічної маски у застосуванні бразильського Sarcófago. Вслід за ним цим почали користуватися такі відомі норвезькі групи як Darkthrone, Immortal та інші.
Також деякі скандинавські культурологи асоціюють корпспейнт з язичницьким святом Oskorei («Дике Полювання»), але згодом трансформувався в страхітливий макіяж, створює демонічний образ або імітує гримасу трупа.
Найчастіше обличчя зафарбовується білим кольором, а області навколо очей і рота — чорним (є винятки: наприклад, музиканти гуртів «Gorgoroth» та «Ragnarok» використовували колір крові, а «Behemoth» та «Satyricon» — синій).
У середовищі виконавців НСБМ та язичницького металу корпспейнт — поширення бойового розфарбування європейських варварів дохристиянської епохи (Nokturnal Mortum, Turisas, Korpiklaani, Finntroll)

## Поза блек-металу
Зазвичай корпспейнт асоціюється з блек-металом, але є винятки:
- Панк-рок-група «The Misfits» використовувала корпспейнт.
- Професійний реслер Стінг використовував корпспейнт. Також в корпспеінте можна було помітити іншого реслера Джеффа Харді в його пізньої кар'єрі.
- Головний герой фільму «Ворон» використовує подібний тип гриму.